# Estación de Loja-San Francisco
Loja-San Francisco (antes conocida como San Francisco de Loja) fue un apeadero ferroviario situado en el municipio español de Loja, en la provincia de Granada, comunidad autónoma de Andalucía. En la actualidad carece de servicio de viajeros después de que la nueva estación de Loja, situada a las afueras de la ciudad y a 2 km en dirección a Granada se reabriera para los trenes AVE y Avant.

## Situación ferroviaria
Se encuentra en el punto kilométrico 69,1 de la línea férrea de ancho ibérico Fuente de Piedra-Granada, a 485 metros de altitud, entre las estaciones de Antequera y de Granada. 
También pertenece a la LAV Antequera-Granada, siendo la única vía compatible con ambos anchos de vía con el sistema de tercer carril.

## Historia
Aunque el tren empezó a circular por el barrio de San Francisco de Loja el 17 de mayo de 1874 con la apertura del tramo Loja-Riofrío de la línea que pretendía unir Granada con Bobadilla, no se dispuso de ninguna estación en la zona. Las obras corrieron a cargo de la Compañía del Ferrocarril de Córdoba a Málaga que no logró completar el recorrido de la línea en su totalidad hasta la inauguración de este tramo debido a la complicada orografía por la cual discurría el trazado. En 1877, la línea pasó a manos de la Compañía de los Ferrocarriles Andaluces. Dicha empresa gestionó la estación hasta la nacionalización del ferrocarril en España en 1941 y la creación de RENFE. Desde el 31 de diciembre de 2004 Adif fue la titular de las instalaciones.
En abril de 2015 se cerró esta estación y le sustituye la estación de Loja para el AVE desde el 26 de junio de 2019 y para el Avant desde el 16 de febrero de 2020.

## Servicios ferroviarios

### Larga Distancia
Desde el 15 de diciembre de 2008 fue parada del Altaria Madrid-Granada en la ida por la mañana y vuelta por la tarde. Los otros dos servicios Madrid-Granada no paraban en la estación. Desde 2015 hasta el 26 de junio de 2019 prestó servicio el autobús de Granada hasta Antequera Santa Ana, donde se cogía el AVE hasta Madrid. Ahora ya no presta servicios de Larga Distancia, sino de Alta Velocidad en la estación de Loja.

### Media Distancia
Renfe Operadora prestaba servicios de Media Distancia en la estación gracias a sus líneas 68 y 70. Los principales destinos que podían alcanzarse en la estación eran Sevilla, Algeciras, Granada y Almería. El 16 de febrero de 2020 se eliminó el tramo de las líneas 68 y 70 entre Antequera (Sevilla para la línea 68 ya que existe un tramo de la línea 67 entre ambas) y Granada que llevaban realizando transbordo por carretera desde 2015 y los sustituye el Avant Sevilla-Granada. Para estos servicios váyase a la Estación de Loja.